# Raniero Finocchietti
Raniero Finocchietti (Livorno, 20 de janeiro de 1710 - Roma, 11 de outubro de 1793) foi um cardeal do século XVIII

## Nascimento
Nasceu em Livorno em 20 de janeiro de 1710. De uma família proprietária de um grande negócio mercantil em Livorno, cidade de cuja cidadania se tornaram cidadãos em 1717; e nobres em 1770. Patrícios de Pisa em 1740. Filho de Jacopo Finocchietti-Fauloni. Ele tinha três irmãos mais velhos, Gianpietro, Giuseppe Eugenio. Seu sobrenome também está listado como De Finocchietti e Fauloni Finocchietti.

## Educação
Seguiu os estudos adequados para a carreira eclesiástica.

## Juventude
Entrou na prelatura romana como referendário dos Tribunais da Assinatura Apostólica de Justiça e de Graça, em 31 de janeiro de 1737. Governador de Rieti, em 2 de janeiro de 1738. Governador de Orvieto, em 3 de abril de 1739. Governador de Spoleto, em 24 de abril de 1747. Governador de Ancona, 19 de setembro de 1749. Governador de Civitavecchia, 19 de junho de 1751. Governador de Frosinone e Campagna e Marittima, 26 de fevereiro de 1755. Governador de Viterbo, 10 de fevereiro de 1758. Governador de Perugia, 14 de março de 1760. Governador de Marche, 28 de novembro de 1764. Clérigo da Câmara Apostólica, abril de 1775. Prefeito dos Arquivos de todos os Estados Pontifícios, maio de 1776. Abade comendador de S. Girolamo di Siena, julho de 1777. Auditor geral da Câmara Apostólica, Fevereiro de 1785. Abade comendadorde S. Galgano di Siena, abril de 1787

## Cardinalato
Criado cardeal e reservado in pectore no consistório de 16 de dezembro de 1782; publicado no consistório de 17 de dezembro de 1787; recebeu o chapéu vermelho em 20 de dezembro de 1787; e a diaconia de S. Ângelo em Pescheria em 10 de março de 1788. Atribuído à SS. CC. de Bispos e Regulares, Consulta, Imunidade Eclesiástica e Bom Governo. Protetor da Arquiconfraria da SS. Sacramento em S. Maria ad Martyres. Optou pela diaconia de S. Ágata em Suburra, em 30 de março de 1789. Foi atribuído aos patriciados de Ancona, Orvieto e Macerata. Ele fraturou o joelho ao subir os degraus da capela pontifícia para prestar a habitual obediência ao Papa Pio VI. O acidente causou uma doença crônica e falta de apetite que acabou provocando sua morte.

## Morte
Morreu em Roma em Sexta-feira, 11 de outubro de 1793, bem cedo pela manhã, de apoplexia, depois de receber todos os sacramentos, Roma. Exposto na igreja paroquial de S. Andrea delle Fratte, Roma, onde ocorreu o funeral, celebrado pelo Cardeal Tommaso Antici, camerlengo do Sagrado Colégio dos Cardeais; e sepultado em frente à capela da SS. Sagramento na sua diaconia No dia seguinte, os monges de Monte Vergine , que tinham a seu cargo a igreja de S. Ágata em Suburra, celebraram um funeral solene. Seu sobrinho, Giacomo, filho de Giovanni, colocou uma inscrição em sua memória.